# Caragol de Borgonya

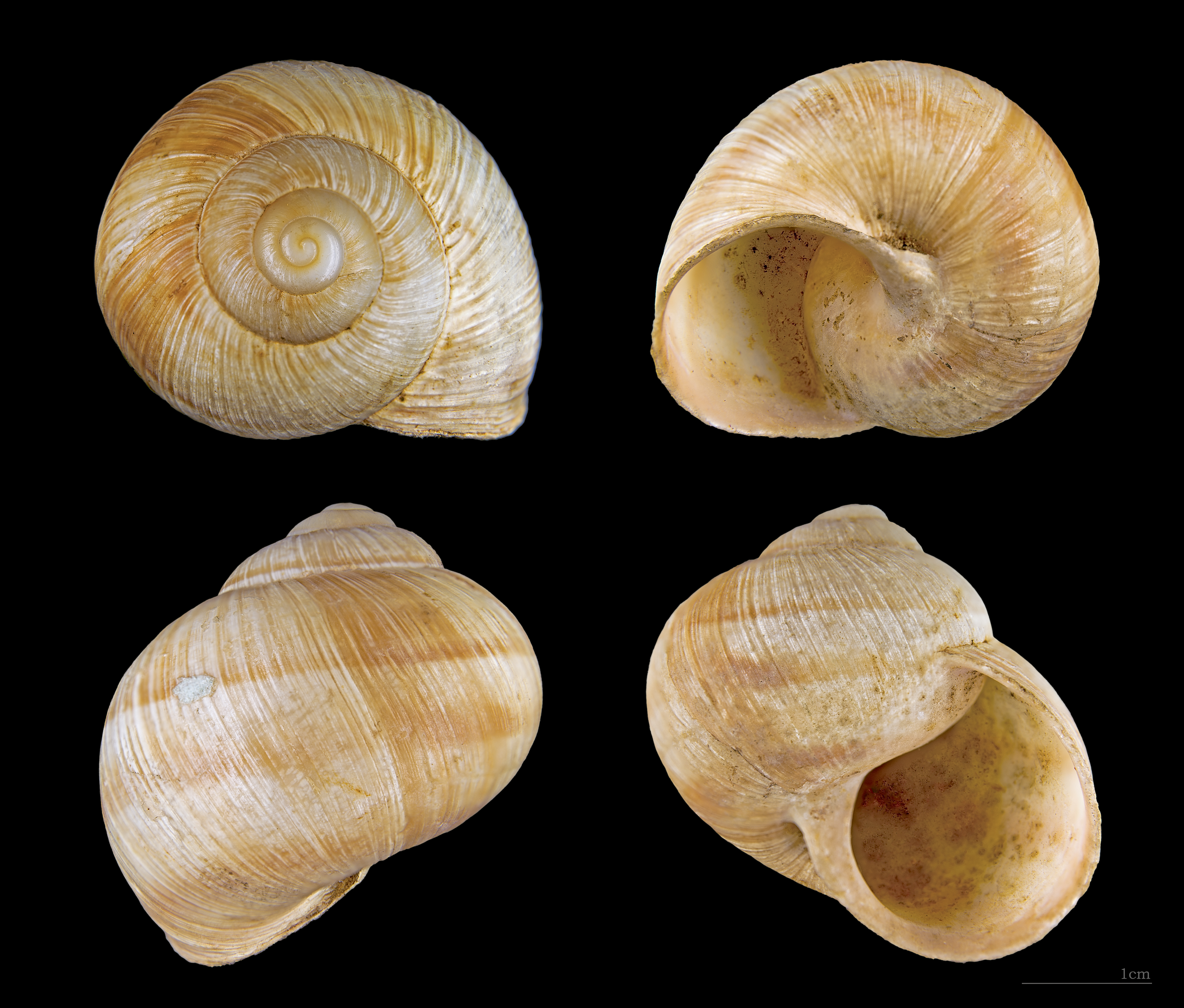
Closca d'Helix pomatia

El caragol de Borgonya (Helix pomatia), és un caragol terrestre de mida gran i excel·lent comestible. És nadiu del centre i sud-est d'Europa, i no viu al Països Catalans. No s'ha de confondre amb el caragol bover (Helix aspersa), que és el caragol més comú i consumit a casa nostra.

## Descripció
Mesura de 40 a 55 mm per un pes d'adult de 25 a 45 grams. En el cap porta quatre tentacles:els dos petits dirigits cap avall exploren el sòl mentre que els altres acabats en els "ulls" són erectes.
Es reconeix fàcilment al cargol de Borgonya entre altres cargols per la seva closca bruna estriada de blanc i el seu peristoma blanc.
Aquest cargol prospera durant la primavera i en arribar el fred de l'hivern fa un forat a terra d'uns 30 cm de fondària on fa la hibernació durant el sec estiu mediterrani també fa l'estivació protegit per una capa calcària protectora anomenada epifragma.
En condicions naturals viu de mitjana 7 o 8 anys tot i que podria arribar a 20 anys però acostuma a ser menjat abans pels molts depredadors que l'afecten.

## Alimentació
El cargol de Borgonya, com altres cargols, és herbívor i es nodreix de plantes fresques però també de residus vegetals en descomposició. Li cal un sòl calcari per poder fabricar la closca.

## Reproducció
Helix pomatia és hermafrodita. Pon els ous el maig o juny, 2 a 8 setmanes després de l'acoblament, dins de forats fets al sòl. En climes favorables pon una dotzena d'ous suplementaris a l'agost o al setembre segons les zones.
La posta principal és de 30 a 50 ous de 3 mm de diàmetre molt buscats per formigues, tapaorelles, centpeus, etc. El terra no ha d'estar ni massa sec ni massa humit el perjudiquen els sòls massa argilosos.
Les cries del cargol de Borgonya es desclouen de 3 a 4 setmanes després de la posta, segons les condicions de temperatura i d'humitat. Els ocells, insectes, batracis i altres predadors fan que la taxa de reproducció sigui baixa.

## Cria
En helicicultura, si bé aquest és el tipus de cargol més preuat i apreciat, té els inconvenients de pondre en un forat, pondre menys ous i necessitar més temps per arribar a adult que l'Helix aspersa (el caragol bover, tan comú als Països Catalans), que és el més utilitzat.

## Distribució
És originari de les zones calcàries del centre i sud-est d'Europa. A les Illes Britàniques va ser introduït pels antics romans.